# MaNga (album)
maNga je debutové album stejnojmenné turecké rockové kapely maNga, které vydala v prosinci 2004 pod nakladatelstvím Sony Music/GRGDN. Celkem se jej prodalo přes 100 000 kusů a získalo zlatou certifikaci.

## Seznam stop
1. Açılış – 1:18
2. Kapkaç – 2:51
3. Bitti Rüya – 3:59
4. Bir Kadın Çizeceksin – 3:59
5. Kal Yanımda – 3:45
6. Yalan – 5:27
7. Libido – 3:02
8. İz Bırakanlar Unutulmaz – 4:10
9. Sakın Bana Söyleme – 4:39
10. Dursun Zaman – 4:50
11. Mangara 2:27
12. İtildik – 3:25
13. Yalan 2 – 3:57
14. Kapanış – 1:07

## Reedice
Reedice pod názvem maNga+ byla vydána v roce 2006 společností Sony Music/GRGDN. Album bylo rozšířeno o dvě nové písně a speciální DVD verzi.

### Seznam stop
| #   | Píseň                              | Délka |
| --- | ---------------------------------- | ----- |
| 1.  | "Açılış"                           | 1:25  |
| 2.  | "Kandırma Kendini"                 | 3:59  |
| 3.  | "Raptiye Rap Rap"                  | 4:15  |
| 4.  | "Kapkaç"                           | 2:51  |
| 5.  | "Bitti Rüya"                       | 3:59  |
| 6.  | "Bir Kadın Çizeceksin"             | 4:00  |
| 7.  | "Kal Yanımda" (& Koray Candemir)   | 3:45  |
| 8.  | "Yalan"                            | 5:26  |
| 9.  | "İz Bırakanlar Unutulmaz" (& Vega) | 4:09  |
| 10. | "Libido"                           | 3:00  |
| 11. | "Sakın Bana Söyleme"               | 5:03  |
| 12. | "Dursun Zaman" (& Göksel)          | 4:52  |
| 13. | "Mangara"                          | 2:27  |
| 14. | "İtildik"                          | 3:25  |
| 15. | "Yalan 2" (& Koray Candemir)       | 3:57  |
| 16. | "Kapanış"                          | 7:42  |

### Videoklipy
- Bir Kadın Çizeceksin
- Bitti Rüya
- Dursun Zaman
- Kandırma Kendini
- KapKaç
- Yalan